# NGC 4647
NGC 4647 (другие обозначения — UGC 7896, IRAS12410+1151, MCG 2-33-1, VCC 1972, ZWG 71.15, VV 206, KCPG 353A, ARP 116, PGC 42816) — спиральная галактика с перемычкой (SBc) в созвездии Дева.
Этот объект входит в число перечисленных в оригинальной редакции «Нового общего каталога».
Галактика является спутником более крупной и массивной галактики Messier 60. В течение долгого времени велись споры, имеется ли между этими галактиками взаимодействие. Несмотря на то, что они перекрываются на небосводе, не наблюдалось типичного для подобного перекрытия активного звёздообразования. В 2012 году с помощью телескопа «Хаббл» удалось, однако, обнаружить наличие между этими галактиками приливного взаимодействия.
В галактике вспыхнула сверхновая SN 1979A. Её пиковая видимая звёздная величина составила 15.